# バート・ピルモント
バート・ピルモント（ドイツ語: Bad Pyrmont、ドイツ語発音: [ˈpyrmɔnt] ( 音声ファイル) または [pyrˈmɔnt]）は、ドイツ連邦共和国ニーダーザクセン州ハーメルン＝ピルモント郡に属す市。

## 地理
バート・ピルモント市はハーメルン（約20km）とパーダーボルン（約60km）との間のヴェーザーベルクラント地方に位置し、ドイツ＝オランダ観光街道のオラニア・ルートに面している。エンマー川市域を流れている。

### 隣接する市町村
この街に隣接する市町村は、北から時計回りに、アエルツェン、エンマータール、ザムトゲマインデ・ポレ（オッテンシュタイン、ファールブルーフ）、およびノルトライン＝ヴェストファーレン州リッペ郡のリュクテ、ブロムベルク、バルントルプである。

### 市の構成
| - ピルモント - エスドルフ - ホルツハウゼン - タール - レーヴェンゼン - ネールゼン | - バールゼン - アイヒェンボルン - グローセンベルク - クライネンベルク - ハーゲン |

## 歴史
バート・ピルモントはニーダーザクセン州の州立温泉であり、国内外の身分の高い賓客にふさわしい温泉施設を数多く有する伝統的な温泉保養地である。1556年から1557年に温泉の治療効果が発見され、奇蹟の湯と言われて、全ヨーロッパから1万人が訪れたことで有名である（「グローセス・ヴンダーゲロイフ」と呼ばれる）。この街は、アルプスの北側で最大の屋外のヤシの施設であるヤシの庭園をもつドイツで最も美しいクアパークを有している。また、炭酸がモフェッタとして噴出する「ドゥンストヘーレ」も唯一のものである。ピルモントの温泉医ヨハン・フィリップ・ザイプは1712年にピルモントへ来て、この現象を調査した。この炭酸は治療物質としても使われた。現在は6つの薬湯が利用されている。
すでにローマ人やゲルマン人はピルモントの薬湯を知っており、利用していた。これは、1863年にブローデル水源付近の工事現場で発掘された約300個のフィブラ、3枚のデナリウス銀貨、ローマ属州のお玉杓子によって裏付けられている。これらの出土品は紀元前1世紀から紀元4世紀に製作されたもので、その中心は明らかに2世紀の終わりから3世紀の初めである。これは紛れもなく古い泉の聖域に関連する証拠品である。
ピルモンテ集落の起源は中世である。ハインリヒ獅子公の失墜後、1180年に旧ザクセン公国の西部はケルン大司教のものとなった。シュヴァーレンベルク伯も大司教に降伏した。ケルン大司教フィリップ1世フォン・ハインスベルクはシュヴァーレンベルク伯領のシェレンベルクに城砦を築いた。この城砦はケルン司教区の守護聖人ペテロにちなんでラテン語で「petri mons」と命名され、ドイツ語でペータースベルクと呼ばれた。ピルモントは1184年に初めて史料に登場する。表記は「piremont」であった。この2つの名前のどちらから現在のPyrmontとなったのかは明らかでない。中世、ピルモントは小邦ピルモント伯領の中心地であった。この伯領は1625年に、相続によってヴァルデック伯家のものとなった。1625年5月7日にグライヒェン伯ハンス・ルートヴィヒはヴァルデックの領主権を従兄弟のクリスティアンとヴォルフラートに委ねた。当時のピルモントは、いわゆる「聖なる泉」の周囲の古い水城と数軒の小さな家からなっていた。
ピルモント伯領はニーダーライン＝ヴェストファーレン帝国クライスに属した。ヴァルデック家の最も有名な当主ゲオルク・フリードリヒ・ツー・ヴァルデック（1620年 - 1692年）は、1668年にクヴェルバッハをふさいで、後に有名になる4列のボダイジュの並木道を造営した。その後クリスティアン・ルートヴィヒ・ツー・ヴァルデック（在位：1692年 - 1706年）、アントン・ウルリヒ・ツー・ヴァルデック（在位：1706年 - 1728年）が跡を継いだ。彼が亡くなる頃、ピルモントには現在も見られる総合的なコンセプトが生まれた。それはバロック様式の城館、ハウプトアレー（中央並木道）と多くの並木道の脇道、ブルンネン通りで構成される。当時のピルモントは上流階級に人気の温泉療養地へとその地位を上げはじめ、遂に有名なカールスバートとヨーロッパ随一の温泉地を争うまでになっていた。
1681年、ピルモントで「フュルステン・ゾンマー（諸侯の夏）」と呼ばれる帝国諸侯の大集会が行われた。1712年にヴァルデックとピルモントの伯は神聖ローマ皇帝カール6世によって侯に昇格した。1720年には「ノイシュタット・ピルモント」に都市権が授けられた。相続分配に伴って1805年にピルモンテは1812年まで一時的に独立市となったが、その後ヴァルデックに併合された。このヴァルデック＝ピルモント侯は1815年のウィーン会議でその存続が確認され、ドイツ連邦に参加した。1868年からはプロイセン王国の統治下に組み込まれたが、名目上の主権は保持され、ヴァルデック＝ピルモント侯は1871年にビスマルクのドイツ帝国に参加した。ピルモントは1872年に鉄道ハノーファー - アルテンベーケン線に接続し、1879年には駅から市内への馬車鉄道も設けられた。第一次世界大戦後、最後の侯が退位し、ヴァルデック＝ピルモント侯領はヴァイマル共和政下の州となった。
1914年にピルモントはバート・ピルモントと改名した。市とその周辺のベツィルク（行政単位）は、住民投票に基づき、1921年11月30日に独立した州からプロイセン王国のハノーファー県に編入された。1922年4月1日にエスドルフがこの市に合併した。1940年、市庁舎機能がブルンネン通りの旧郵便局に移転した（現在は老人ホーム）。1938年4月1日、ホルツハウゼンが合併した。1956年10月16日にバート・ピルモントは「自立都市」となった。1973年1月1日にバールゼン、アイヒェンホルン、グローセンベルク、ハーゲン、クライネンベルク、レーヴェゼン、ネールゼン、タールが合併し、これによりわずかな境界線の異同はあるものの旧伯領全域で1市を形成することとなった。
2006年10月18日から20日に全ドイツの大臣や市町村の首長を集めた会議がバート・ピルモントで開催された。
2007年5月15日から16日には、Germany 2007 - Presidency of the European Union の活動として、男女同権と家族問題のための非公式大臣会議が開催された。

## 宗教
- プロテスタント＝ルター派の教会組織
  - クリストゥス市教会（フリードリヒ通り8番地）
  - 聖ペトリ教会（シェレン通り1番地）
  - 聖ヨハネ教会（ザイテンヴェク6番地）
- カトリック教会組織: 聖ゲオルク教会（バチルディス通り14番地）かつてパーダーボルン大司教区に属すニーダーザクセン州の市町村で唯一のカトリック教会。
- クエーカー教会組織キリスト友会（バンベルクアレー9番地）ドイツにおけるクエーカーの中心
- 新使徒派教会: バート・ピルモント市組織（アム・ブルーヒェ4番地）1908年創設。デトモルト教会管区に属す。
- ユダヤ教会バート・ピルモントe.V.（レーヴェンザー通り9a番地）
- エホバの証人バート・ピルモント会e.V.（ヘレーネン通り25番地）

## 行政

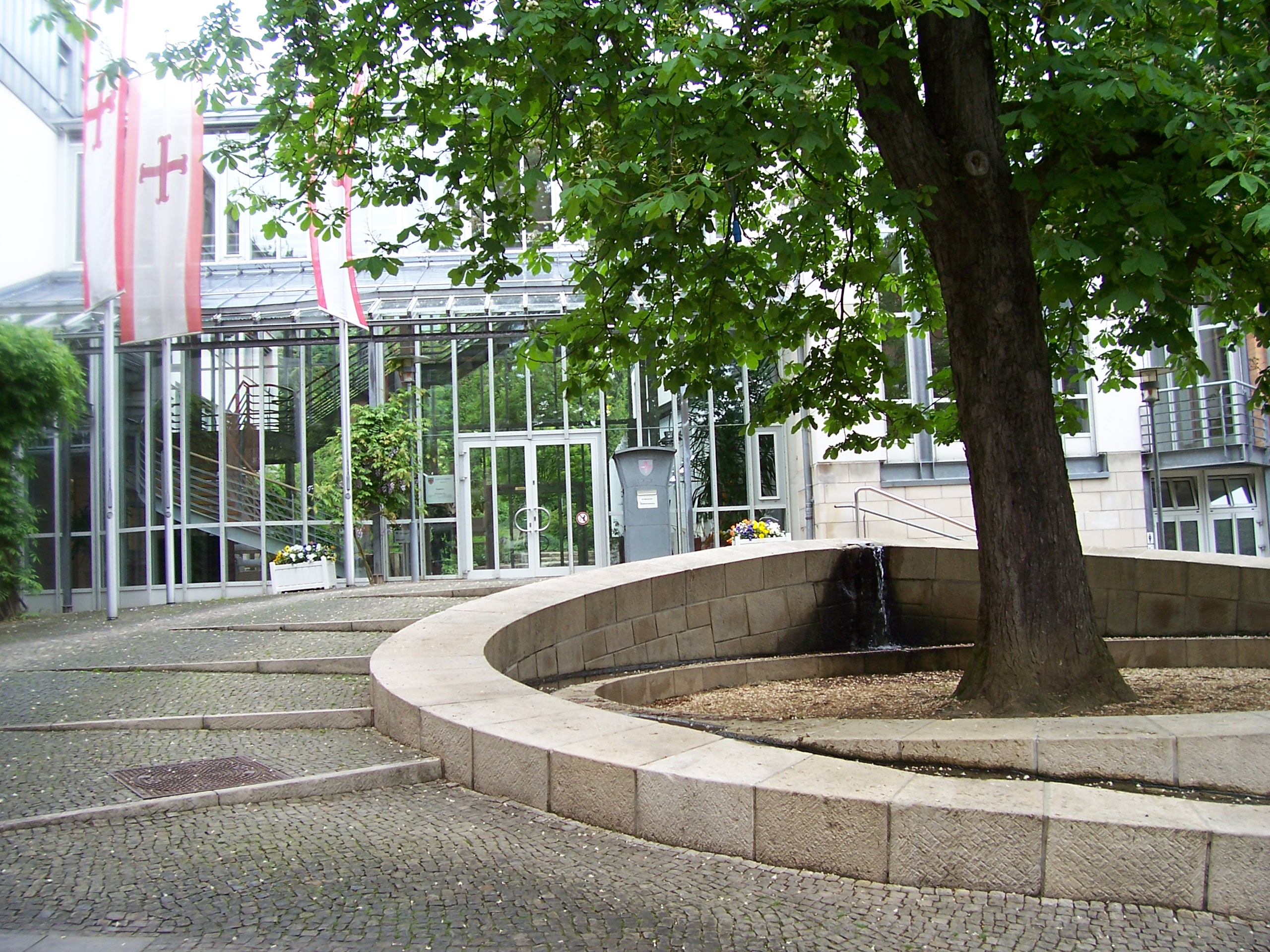
バート・ピルモント市庁舎

### 議会
バート・ピルモントの市議会は34議席からなる。

### 姉妹都市
- アンツィオ（イタリア、ラーツィオ州）1958年。バート・ピルモントはイタリアの都市と公式な姉妹都市協定を結んだドイツ初の都市であった。ローマの南 60 km のティレニア海に面する歴史都市アンツィオ（ラテン名「アンティウム」、皇帝ネロの故郷である）がそのパートナーとなった。
- バート・フライエンヴァルデ（ドイツ、ブランデンブルク州）東西ドイツ国境開放から1年後の1990年10月にブランデンブルク州の温泉都市バート・フライエンヴァルデが姉妹都市に加わった。この街は、東西分裂以前からバート・ピルモントと交流があった。
- ヘームステーデ（オランダ、北ホラント州）2000年。ヴァルデック＝ピルモント侯とオランダ王室との歴史上の緊密な関係に基づいて姉妹都市関係が構築された。すなわち、エンマ・フォン・ヴァルデック＝ピルモントがベアトリクス女王の曾祖母にあたる。

バート・ピルモント姉妹都市協会e.V.は市の委託を受けて、姉妹都市との連絡を担っている。私的あるいはサークルレベルでの定期的な相互訪問が行われている。

### 紋章
図柄: 銀地のゴシック型の盾に赤いアンカー十字（錨型に先端が別れた十字）。

## 文化と見所

### 博物館
- 城内博物館
  - 市と温泉の歴史コレクション
  - 特別展
  - 講演会、ガイド、朗読会

### 建築

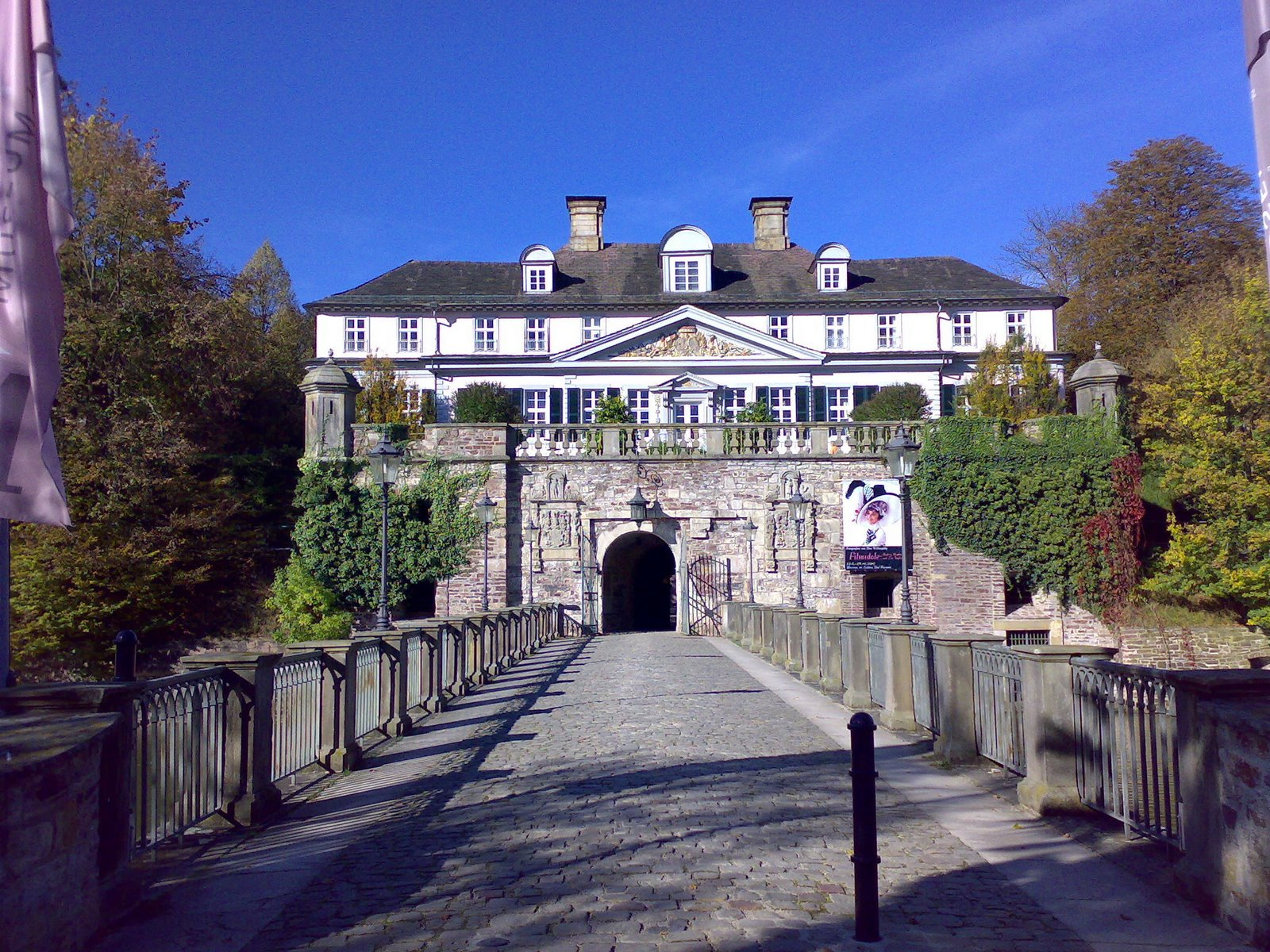
バート・ピルモント城

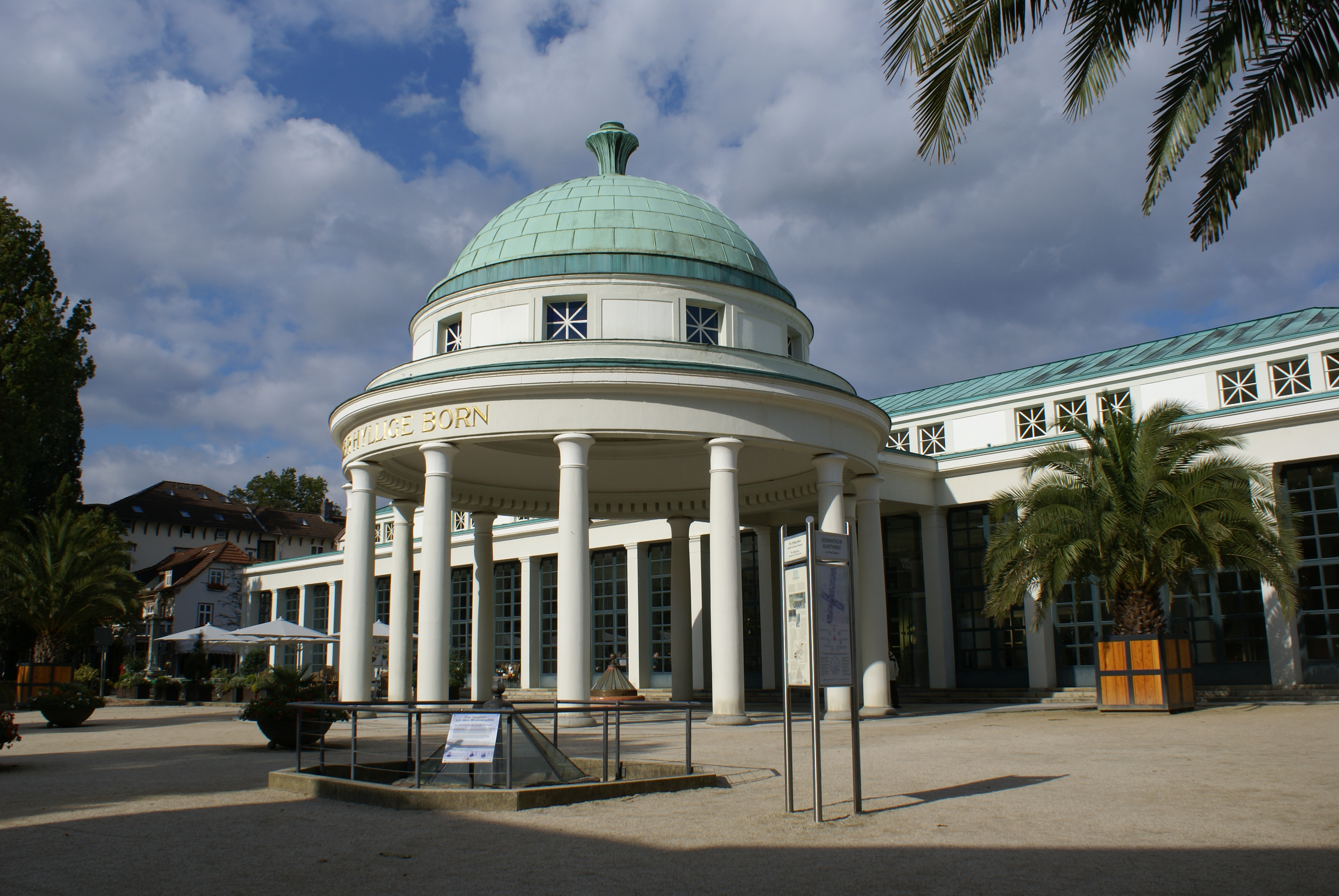
ブルンネン広場のヒリガー・ボルン

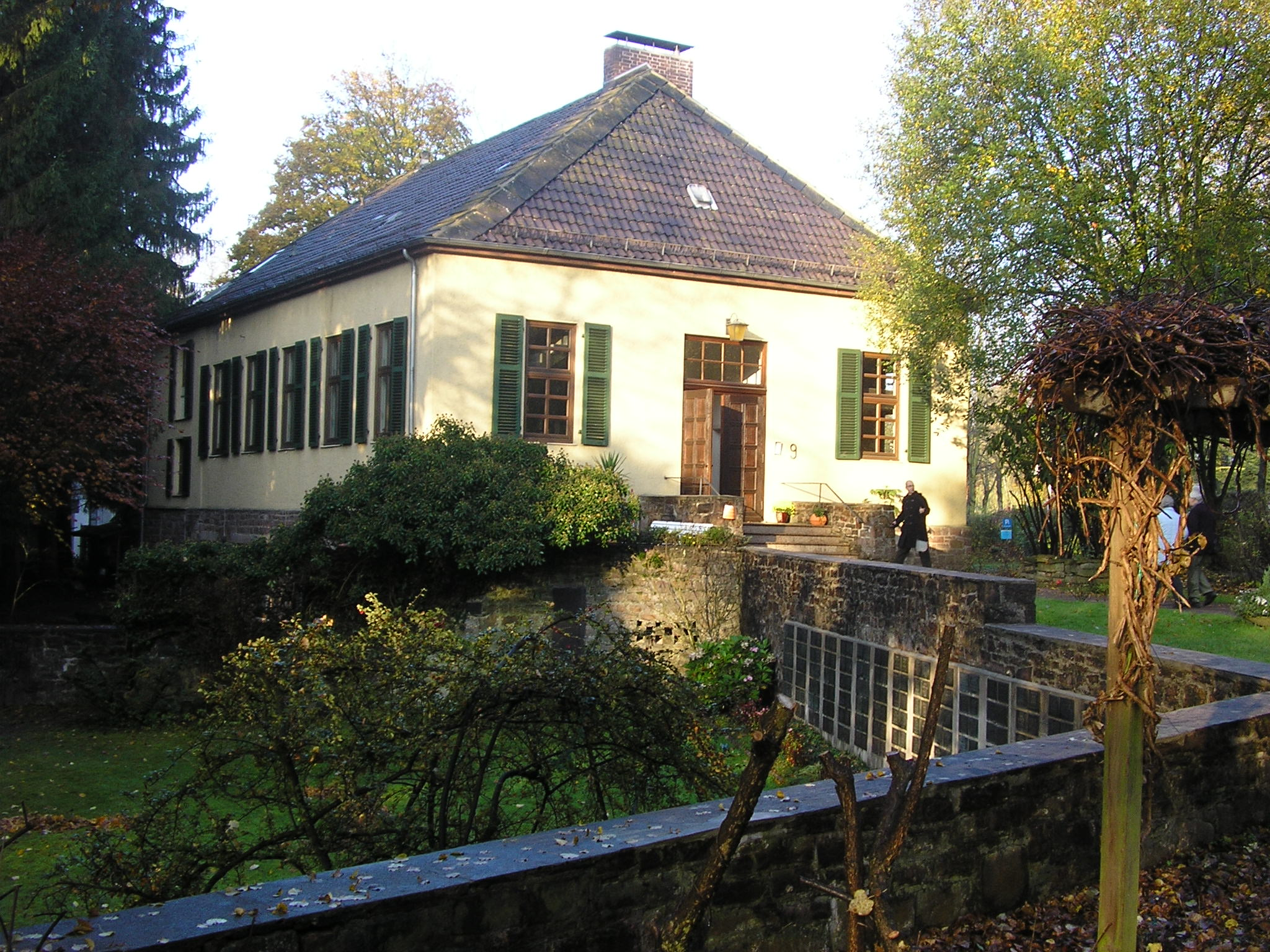
クエーカーハウス

- ヒューネンブルク。9世紀から10世紀初めの城砦。ケーニヒスベルクの西の尾根にあり、住居塔、周囲を取り巻く堀と防塁跡が遺る。
- シェレンブルク。1184年頃に建造された城砦。ケルン大司教フィリップ・フォン・ハインスベルクの命令でエンマータール防衛のために建設された。広大な防塁、わずかな荒石造りの壁跡、瓦礫の山が遺っている。
- シェレン塔。シェレンブルクの廃材により1824年にシェレンブルク山上に建設された。
- 市の防塁。1526年建造。
- ピルモント城。バロック古典主義建築の城館。ヴァルデック＝ピルモント侯アントン・ウルリヒによって1706年から1710年に建設された。現在は市と温泉の歴史博物館となっている。
- ブルンネン広場
  - 「ヒリガー・ボルン」泉源。1923年から1924年にアルフレート・ザッセの設計に基づいて建設された泉の四阿がある。
  - 遊歩道
  - フュルステンホーフ（1777年）
  - ウスラー邸（18世紀末）
  - オッケル邸（1838年）
  - アウゲン泉（目の泉）聖オーディリア（視力の守護聖人）の立像がある。
- ハウプトアレー（中央並木道）
  - 大噴水
  - ロルツィング記念碑
  - クアホテル
  - シャウシュピールハウス（劇場、1818年）
  - カイザーホーフ
  - ブランデンブルク門
  - コンツェルトハウス
  - ウンテーレ・ハウプトアレー（アクア・バート・ピルモント博物館プロジェクト）
- カイザー広場
  - 18 - 19世紀の宿屋
  - カイザープラッツ4番地の館。ヴァルデック＝ピルモント侯の家族の宿舎
  - 戦争記念碑。1870年から1871年の戦争におけるヴァルデック＝ピルモントの戦死者を追悼する記念碑で、フリードリヒ・フォルケによって創作された。
- バチルディス通り。侯妃バチルディス（1873年 - 1962年）にちなんで命名された。
  - 聖ゲオルク教会。カトリックの三廊式ホール教会で、非対象のファサードを持つ。
- アルテナウ広場
  - フリードリヒ・ドラーケ作の「ドラーケヴァーゼ」
  - ペーター・スツァイフ作の「ニクセンブルン」
  - 1番地から4番地の建物は典型的な古典主義様式の住宅で、現在はペンションを営んでいる。1番地の家には1797年から何年もの間、クリスティアン・ダニエル・ラウフが滞在していた。彼はピルモント出身の彫刻家フリードリヒ・ドラーケを見いだして援助した。
- ブルンネン通り。1668年に旧「ノイシュタット・ピルモント」に造営された通り。
  - ヘンメリヒ邸（47番地）。1725年にイギリス王ジョージ1世が滞在した。
  - 3番地。「ラートケラー」。1716年にピョートル1世が逗留した。
  - 4番地。1940年から市庁舎として用いられた。かつてはヴァルデック＝ピルモント侯国の帝立郵便局であった。
  - ルッターブルン
  - 16番地。「アルター・フリッツ」。1668年建造。1744年と1746年にプロイセン王フリードリヒ大王が滞在した。
  - 28番地。1933年から1940年に市庁舎として使われた。
- ラウエンガッセ
  - 18番地。フリードリヒ・ドラーケの生家（1805年6月23日生まれ）
- ロルツィング通り
  - 聖ペトリ教会。プロテスタント。ネオロマネスク様式。1880年に先代の建物跡に建設された化粧漆喰のない赤色砂岩で造られた三棟式バシリカ教会で、二重の翼廊を有する珍しい構造である。中世後期（1475年以降）の祭壇画を持つ。パーダーボルン司教イマードによってリュトゲ教会区から分離され、創設された。
  - ベテスダ老人ホーム。1661年建設。
  - 16番地。1827年から1833年にアルベルト・ロルツィングが住んだ。
- フリードリヒ通り
  - 市教会。プロテスタント。ネオゴシック様式。1877年完成。内部にフリードリヒ・ドラーケ作の祈る天使の彫刻がある。
- ボンベルクアレー
  - クエーカーハウス。1800年頃に建設された集会所の一部を利用して1932年から1933年に建設された。
  - クエーカー墓地
  - 旧ユダヤ人墓地。クエーカー墓地の向かい側にある。
  - シュペルンケン塔。1896年建造。
  - ケーニギン・ルイーゼ・バート。全国的に知られた保養センター。
- アム・ヒリゲン・ボルン
  - 6番地。1801年にヨハン・ヴォルフガング・フォン・ゲーテが息子のアウグスト、従者のガイストとともに逗留した。
- ケーニヒスベルク（直訳すると「王の山」）かつてはエスベルクと呼ばれていたが、プロイセン王フリードリヒ2世にちなんで改名された。
  - ビスマルク塔。1913年完成。
  - プロイセン王フリードリヒ2世記念碑
  - プロイセン王妃ルイーゼ記念碑

### 泉源
| - ヘレーネン泉源 - ヒリガー・ボルン（主泉源） - ブローデル泉 - アルター・バーデ泉（ブルンネン広場） - アウゲン泉 - トランペル泉源 - ゾイアーリングス泉源 - フリードリヒス泉源 - 新泉源（現在は使用されていない） | - ルイーゼ泉源（レーヴェーゼン地区） - ヴォルフガング泉源 I（現在は使用されていない） - ヴォルフガング泉源 II - フーフェラント泉源 I（現在は使用されていない） - フーフェラント泉源 II（羊飼いの泉） - ザリネン泉源 - ドゥンストヘーレ（水はなく炭酸が噴出している） - シュタインマイアー泉源（真水のみ） - イーベルク泉源（真水のみ） |

### 公園と並木道（アレー）

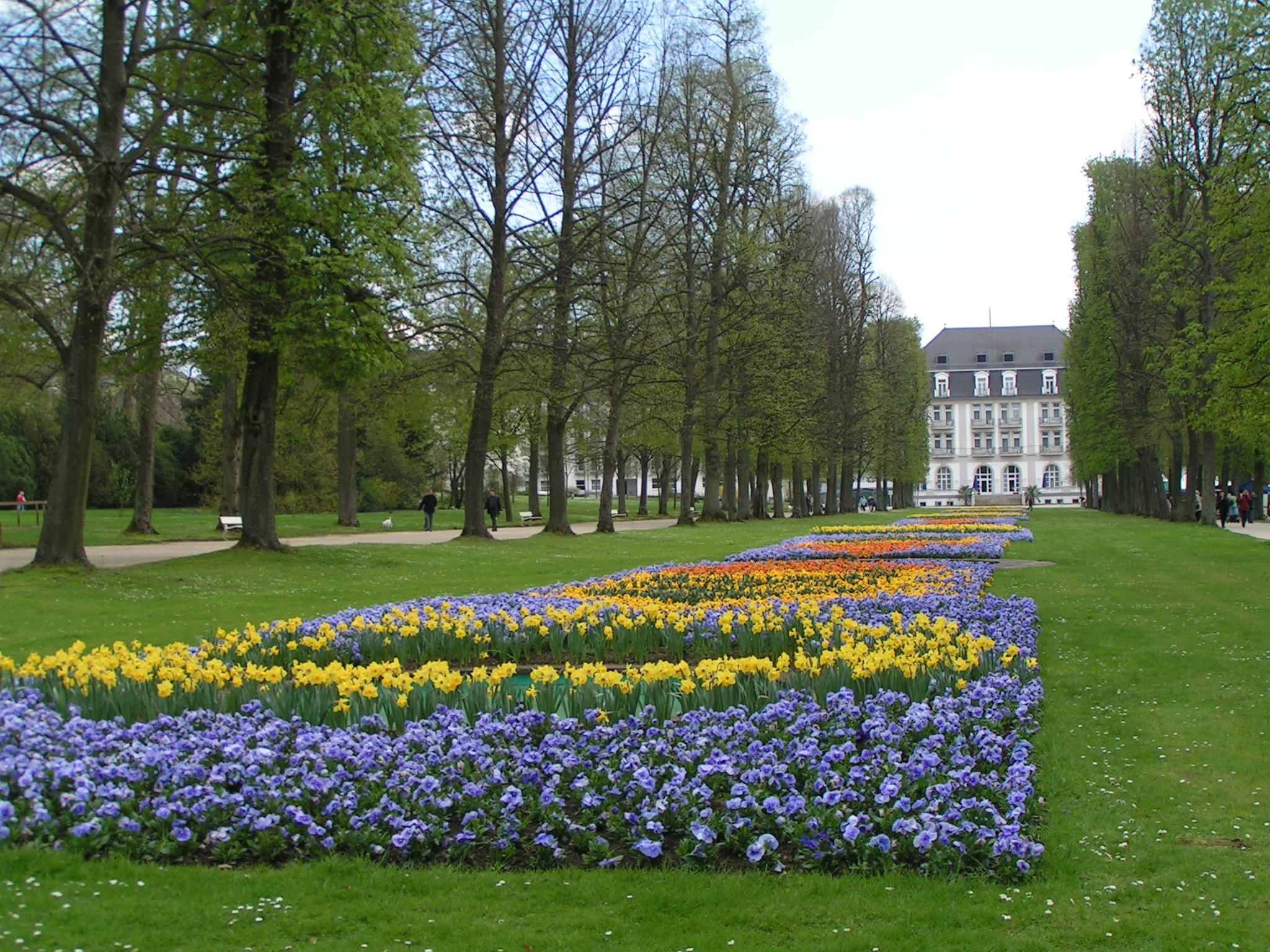
バート・ピルモントのクアパーク

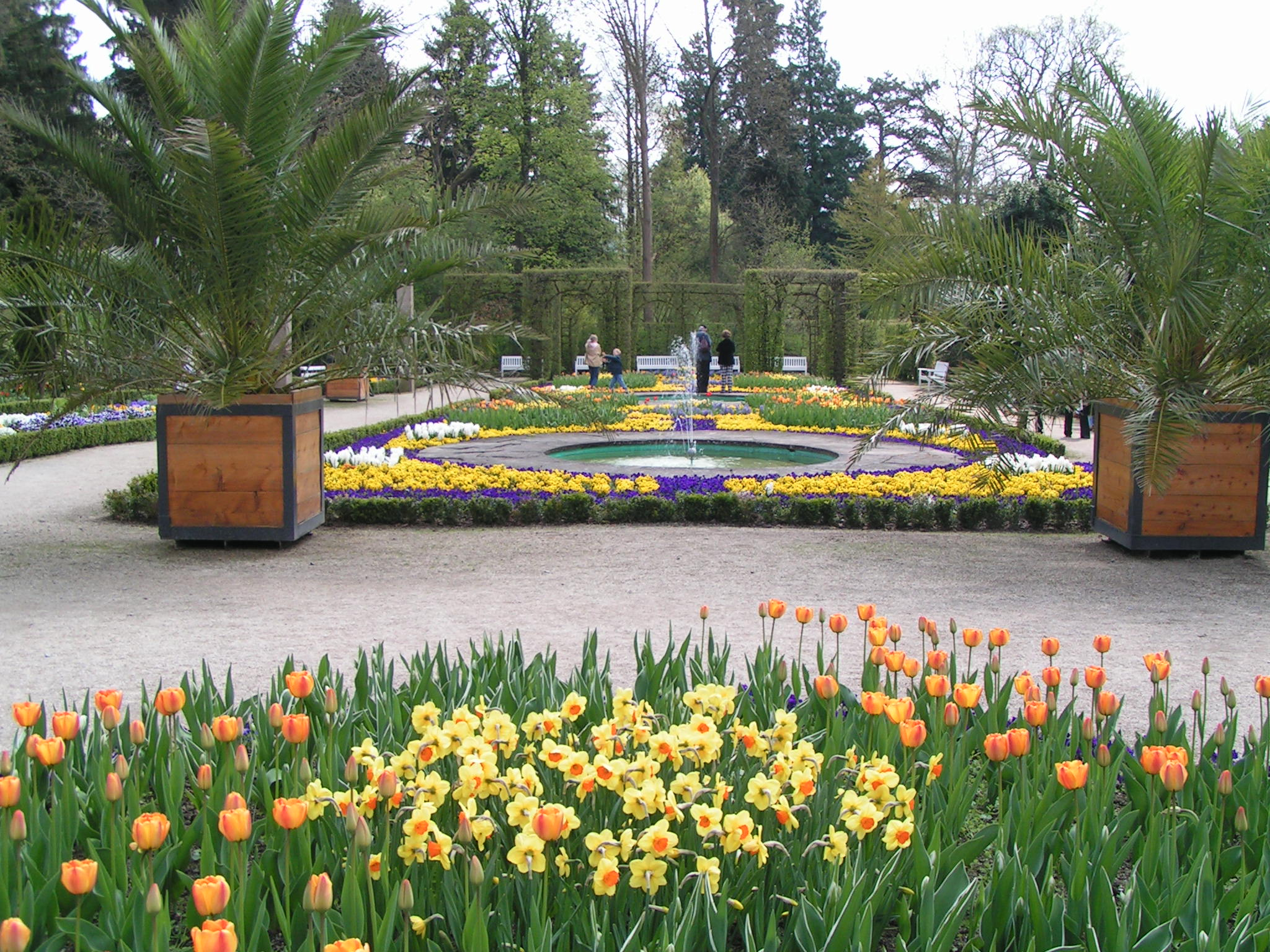
バート・ピルモントのクアパーク内のヤシの庭

- ヤシの庭を有する歴史的なクアパーク。この公園はヨーロッパで最も美しい公園の1つであり、2005年に Briggs & Stratton の「最も美しいドイツの公園」に選ばれた。
- 中央クアパーク（上記クアパークとビスマルク通りとの間、ケーニギン・ルイーゼ・バーデの西）
- ベルククアパーク（ビスマルク通りの北、森まで）
- バート・ピルモント動物園（バート・ピルモントとエスドルフとの間のエンマー川沿い）
- ヒルシュ公園（フーフェラント・テルメとビスマルク通りとの間）。ザームエール・ヒルシュに因んで命名された。
- フリードリヒ公園（フリードリヒ通り、ザイプ通り、ボンベルガーアレーの間）。ヴァルデック＝ピルモント侯フリードリヒにちなんで命名された。
- ハウプトアレー。1668年に初めて街路樹が植樹された。
- クロスターアレー
- シュプリングブルンネンアレー
- ブルンネンシュトラーセンアレー
- アレー・アム・ヒリゲン・ボルン
- アレーン・ドライシュトラール
- クアハウス・アレー
- シュロスアレー
- アツァレーンヴェク
- ゴルトフィッシュ池の畔のホーエ・ヘッケ
- ボンベルクアレー

### スポーツ
スタジアムの他に、2つの公共プール（アホイ・バートとフーフェラント・テルメ）、ゴルフ場（ゴルフクラブ・バート・ピルモントe.V.）や多くの乗馬クラブがある。
また、1998年から毎年バート・ピルモント・マラソンが開催される。

## 経済と社会資本

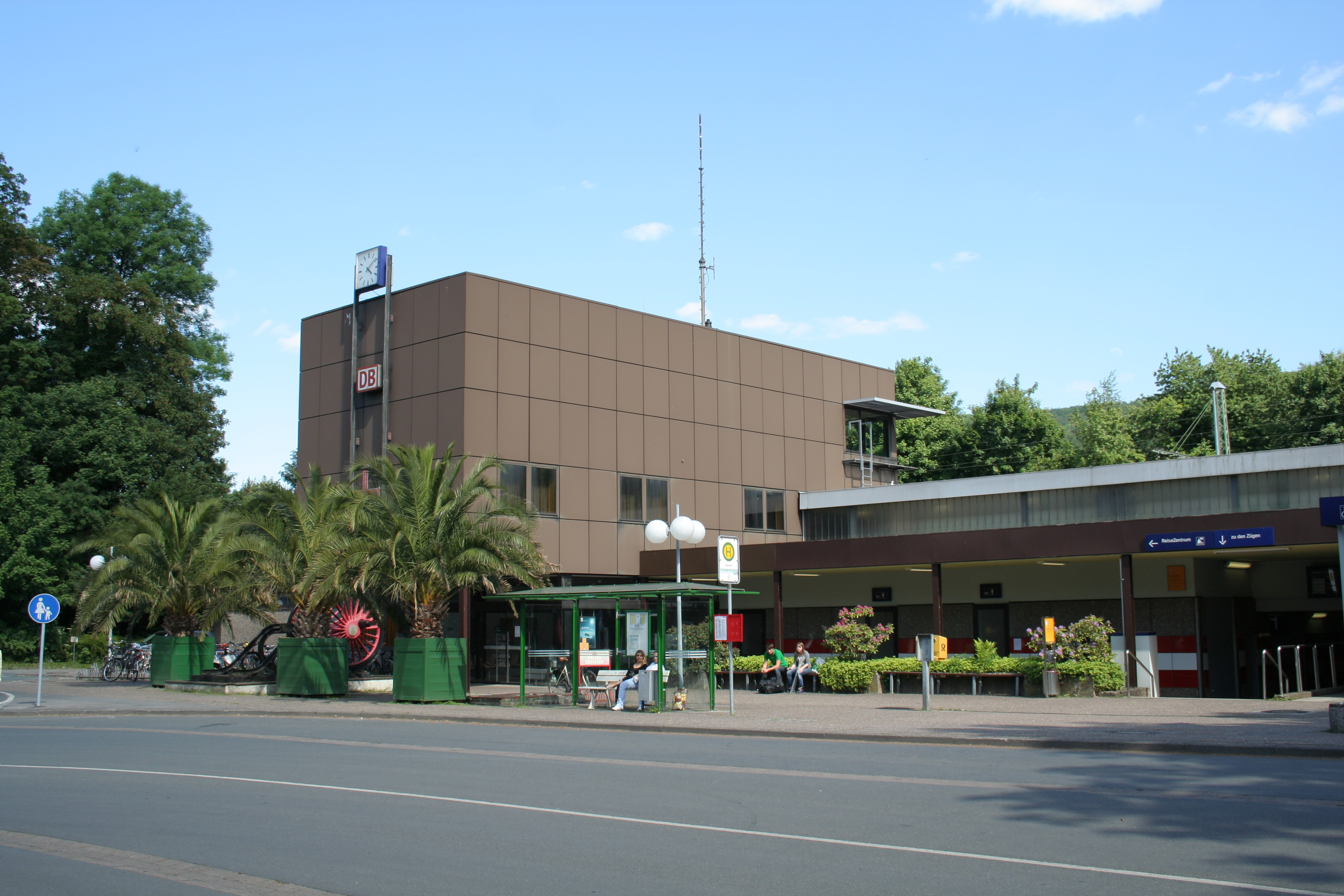
バート・ピルモント駅

### 交通
鉄道ハノーファー - アルテンベーケン線のバート・ピルモント駅にはハノーファーSバーン5号線（パーダーボルン - ハーメルン - ハノーファー中央駅 - ハノーファー空港）の列車が発着する。駅舎は1978年に建設されたものである。
市域内は市バス網で結ばれている。地方バスがレムゴー、シーダー＝シュヴァーレンベルク、ブロムベルクなどに通っている。リッペ郡へのバスにはオストヴェストファーレンリッペ交通連盟のゼヒザー料金またはNRW料金が適用される。
またバート・ピルモントにはケーブルカー（ボンベルクバーン）やピルモンター路面鉄道の馬車鉄道がある。
グライダー、ウルトラライトプレーン、モーターグライダー、スポーツ飛行機など 2,000 kg までの機種が利用できるハーメルン＝ピルモント飛行場が約 10 km の距離にある。
交通の便がよいバート・ピルモントにはキャンプ場「キャンピングパーク・シェレンタール」がある。また、市の中心部ならびに温泉施設に隣接したプールに面して22台のキャンピングカーが利用できるオートキャンプ場がある。

### 地元企業
- Phoenix Contact（電子コネクタ、インターフェース）
- ProDiakoホールディングのバチルディス病院
- バート・ピルモント専門病院リウマチセンター
- Deutsche Rentenversicherung Bund のヴェーザー病院
- Deutsche Rentenversicherung Braunschweig-Hannover のブルンスヴィーク病院
- Deutsche Rentenversicherung Braunschweig-Hannover のフリードリヒスヘーエ病院
- バート・ピルモント精神身体医学専門病院
- 自然治癒と生薬の Dr. オットー・ブーヒンガー病院
- シュピールバンク・ニーダーザクセンGmbH (SNG) の支店
- ヴェーザーラント病院

### 教育
- バート・ピルモント職業訓練学校
- 養護学校: ペスタロッツィシューレ
- ギムナジウム: フンボルト・ギムナジウム
- 実科学校: マックス・ボルン実科学校
- 基礎課程・本課程学校: ヘルダーシューレ
- 基礎課程学校: 5校（うち2校は上記ヘルダーシューレの分校である）

バート・ピルモントには、ドイツ赤十字ニーダーザクセン州連盟の、ランデスシューレ（州学校）もある。

## 人物

### 出身者
- フリードリヒ・ドラーケ（1805年 - 1882年）彫刻家、建築家。最も有名な作品はベルリンの戦勝記念塔頂上の女神ヴィクトリア像である。
- ライナー・ブリュニングハウス（1949年 - ）ジャズピアニスト、作曲家。

### ゆかりの人物
- フリードリヒ・アントン・ウルリヒ（1676年 - 1728年）ヴァルデック＝ピルモント侯（1712年までは伯）。ピルモントで亡くなった。
- ゲオルク1世（1747年 - 1813年）1805年から1813年 ピルモント伯、1812年から1813年 ヴァルデック＝ピルモント侯。ピルモントで亡くなった。
- マックス・ボルン（1882年 - 1970年）数学者、物理学者。1954年ノーベル物理学賞受賞者。1953年からバート・ピルモントで暮らした。

### 著名な逗留者
| - カール・フリードリヒ: バーデン大公 - イェンス・イマーヌエール・バッゲセン: 詩人 - フリードリヒ・ユスティン・ベルトゥーフ: 作家 - ゲプハルト・レベレヒト・フォン・ブリュッヘル: プロイセンの元帥 - フリードリヒ・ハインリヒ: ブランデンブルク＝シュヴェート辺境伯 - ゴットフリート・アウグスト・ビュルガー: 詩人 - ヨアヒム・ハインリヒ・カンペ: 教育者、作家、出版者 - アーデルベルト・フォン・シャミッソー: 詩人 - マティアス・クラウディウス: 詩人 - トーマス・デーラー: ドイツ連邦議会副議長 - クリスティアン・コンラート・ヴィルヘルム・ドーム: 法律家、外交官、政治家、歴史筆者 - ハインツ・エルハルト: コメディアン、音楽家 - ベンジャミン・フランクリン: 政治家 - ヨハン・ヴォルフガング・ゲーテ - ザームエール・ハーネマン: ホメオパシーの創始者 - カール・アウグスト・フォン・ハルデンベルク: プロイセンの宰相 - クリスティアン・フォン・ハウクヴィッツ: プロイセンの宰相 - ヨハン・ゴットフリート・ヘルダー: 詩人 - ジョージ1世: イギリス王 - ウィリアム4世: イギリス王、ハノーファー王 - クリストフ・ヴィルヘルム・フーフェラント: 医師 - ヴィルヘルム・フォン・フンボルト: 言語学者、政治家 - ヘルベルト・フォン・カラヤン: 指揮者 - フリードリヒ・ゴットリープ・クロプシュトック: 詩人 - アドルフ・クニッゲ: 作家 - アウグスト・フォン・コッツェブーエ: 劇作家 - カール・クリスティアン・フリードリヒ・クラウゼ: 哲学者 - ゴットフリート・ライプニッツ: 哲学者、数学者 - ゴットホルト・エフライム・レッシング: 詩人 | - レオポルト2世: リッペ侯 - アルベルト・ロルツィング: 作曲家 - フェリクス・フォン・ルックナー: 海軍軍人 - フリードリヒ・フォン・マッチソン: 詩人 - カール2世: メクレンブルク＝シュトレーリッツ大公 - ルイーゼ・フォン・メクレンブルク＝シュトレーリッツ: プロイセン王妃 - フリーデリケ・フォン・メクレンブルク＝シュトレーリッツ: 上記ルイーゼの妹 - カール・フィリップ・モーリッツ: 作家、医師 - フリッツ・ムリアー: 俳優、演出家 - フリードリヒ・ニコライ: 作家 - フリードリヒ・フォン・クライスト: プロイセンの元帥 - フリードリヒ大王: プロイセン王 - フリードリヒ3世: ドイツ皇帝 - フリードリヒ・ヴィルヘルム2世: プロイセン王 - ヴィルヘルム1世: ドイツ皇帝 - カール・アウグスト: ザクセン＝ヴァイマル＝アイゼナハ大公 - ヨハンナ・ショーペンハウアー: アルトゥール・ショーペンハウアーの母 - グスタフ4世アドルフ: スウェーデン王 - ルイ・シュポーア: 作曲家 - ハインリヒ・フリードリヒ・フォン・シュタイン: 政治家 - ハインリヒ・・フォン・シュテファン: 郵政長官 - フリードリヒ・レオポルト・ツー・シュトルベルク＝シュトルベルク: 詩人 - グスタフ・シュトレーゼマン: ドイツ首相、ノーベル平和賞受賞者 - ゲオルク・フィリップ・テレマン: 作曲家 - ヨハン・ハインリヒ・ヴィルヘルム・ティシュバイン: 画家 - ヨハン・ハインリヒ・フォス: 詩人 - グレーテ・ヴァイザー: 女優 - フレデリック: ヨーク・オールバニ公 - ピョートル大帝: ロシアのツァーリ |

## 引用
1. ↑  Landesamt für Statistik Niedersachsen, LSN-Online Regionaldatenbank, Tabelle A100001G: Fortschreibung des Bevölkerungsstandes, Stand 31. Dezember 2023
2. ↑  Max Mangold, ed (2005). Duden, Aussprachewörterbuch (6 ed.). Dudenverl. p. 658. ISBN 978-3-411-04066-7
3. ↑  Die Dunsthöhle - Ein in Deutschland einmaliges Naturphänomen  シュターツ・ピルモント 2008年6月28日付
4. ↑  Geschichte in Zahlen （バート・ピルモント市のウェブサイト）
5. ↑  Informelles Minister- und Ministerinnentreffen für Gleichstellung und Familie in Bad Pyrmont
6. ↑  Hauptsatzung der Stadt Bad Pyrmont, gültig ab 25. November 2005